# Sirocco (1918)
Sirocco ist ein deutscher Kriminalfilm aus dem Jahr 1918. Der Film gehört zur Filmreihe Joe Jenkins. Er wurde von der Atlantic Film Aarhus GmbH Berlin als Nr. 157 produziert. Die Polizei Berlin, der er im November 1918 vorlag, belegte den Film unter der Nr. 42591 mit einem Jugendverbot.